# ロジャー・ベーコン
ロジャー・ベーコン（Roger Bacon、1214年 - 1294年）は、「驚嘆的博士」（Doctor Mirabilis）とよばれた13世紀イギリスの哲学者。カトリック司祭で、当時としては珍しく理論だけでなく経験知や実験観察を重視したので、近代科学の先駆者といわれる。

## 生涯・人物
イギリスのサマセット州イルチェスター生まれ。生家はもともと裕福だったが、ヘンリー3世時代の政争に巻き込まれて資産を没収され、家族は追放の憂き目にあった。
ベーコンはオックスフォード大学で学び、アリストテレスの著作について講義するようになった。やがて、フランシスコ会に入会し、オックスフォード大学の教授となった。1233年ごろ、当時のヨーロッパの最高学府であったパリ大学へ赴いて学んだ。当時、フランシスコ会とドミニコ会は新進修道会であったが、学問の世界で華々しい活躍を見せて注目されていた。フランシスコ会の雄はヘイルズのアレクサンデルであり、一方のドミニコ会はアルベルトゥス・マグヌス、トマス・アクィナスという師弟コンビがその名を馳せていた。このような華やかな学問の世界においてベーコンの優秀さは注目され、マリスコのアダムやリンカン司教ロバート・グロステストといった当代の有名学者たちと親交を深めた。ベーコンの授業では、実験や観察をおこなうことに特徴があった。
ベーコンの学問はイスラム圏の科学者たちの著作（いわゆるイスラム科学）に由来するものが多かった。このことがベーコンに当時のヨーロッパの学問における問題点を気づかせることになった。当時、アリストテレスは決してすばらしいとはいいがたいわずかな翻訳でしか知られておらず、学者たちはギリシア語を学ぶという発想がなかった。これは聖書の研究に関しても同じであった。物理の研究はアリストテレス的な手法でなく、イスラム圏の科学者であるイブン・アル・ハイサム的な経験にもとづいた手法によって行われていた。ベーコンが師と仰いだのはマハルクリア・ピカルドゥスのペトルスなる人物であった。おそらくこれは『磁気書簡(デー・マグネーテー)』という著作で知られる数学者ペトルス・ペレグリヌスのことであると考えられている。ベーコンは他の学者たちのようになかなか名声を得られないことにいらだち、著書『小著作』『第三著作』においてヘイルズのアレクサンデルらを攻撃している。
やがてベーコンは肥満卿ギー・フールク（もしくはフーコア、フーコー）なる枢機卿と知り合い、その学識に興味を抱いた枢機卿から著作をまとめるよう求められた。だが、ベーコンはフランシスコ会の中で許可なく著述活動をすることが禁止されていたため、はじめは乗り気でなかった。しかしこの枢機卿が教皇クレメンス4世になり、ベーコンに対し禁令を無視してでも秘密裏に著述をするよう求めた。ベーコンはこれを受けて著作をまとめ、1267年に教皇に送った。これが『大著作』である。次に『大著作』をまとめた『小著作』が続けて書かれた。1268年には早くも続く著書『第三著作』が教皇に送られたが、教皇は同年死去した。教皇の保護を失ったベーコンは1278年にフランシスコ会の内部で断罪され、アラブ思想を広めた疑いで投獄された。幽閉は10年におよんだが、同郷のイギリス貴族たちがベーコンの解放を求めたため、釈放された。

## 著作と思想
著作のなかで、ベーコンは神学研究の改革を提唱している。スコラ学のような概念の詳細な区分に集中することをやめてもっと聖書そのものを研究すべきだと考えたのである。ベーコンは当時としては先駆的な思想であったが、研究者たちに聖書の原典の言葉、ギリシア語、ヘブライ語を学ぶことを求めた。ベーコン自身は複数の言語に精通し、当時の聖書やギリシア哲学の書が誤写と誤訳によってオリジナルからかけはなれていることを嘆いていた。そして神学学習者たちに対して、もっと広く諸学問を学ぶことを求め、大学のカリキュラムの改革が必要であると考えた。
ベーコンは神学や学問においてただただ先人に追随することを否定した。彼の『大著作』では数学、光学、化学に関する記述が含まれ、宇宙の規模についてまで言及されている。さらにベーコンは後世において顕微鏡、望遠鏡、飛行機や蒸気船が発明されることまで予想している。また、宇宙の運行が人間の運命と心身に影響すると考えていた。ベーコンはほかにもユリウス暦の問題点を指摘し、アイザック・ニュートンより400年早く、水の入ったグラスにおいて光のスペクトルを観測していた。
ベーコンは当時世界の最先端にあったアラビア科学と哲学に親しんでおり、近代科学を先取りして経験と観察の重要性を強調した。ベーコンには百科事典を作る構想があったようだが、断片しか残されていない。

## 日本語訳著作
- 『科学の名著〈3〉ロジャー・ベイコン』、朝日出版社、1980年12月。